# يو إف سي 136
يو إف سي 136: إدغار ضد ماينارد 3 (بالإنجليزية: UFC 136: Edgar vs. Maynard III)‏ هو حدث لفنون القتال المختلطة نظمته يو إف سي، أُقيم في 8 أكتوبر 2011، على تويوتا سنتر في هيوستن، تكساس، الولايات المتحدة.